# A904 road
Die A904 road ist eine A-Straße in den schottischen Council Areas Edinburgh, West Lothian und Falkirk. Sie verbindet die Ortschaften am Südufer des Firth of Clyde zwischen South Queensferry und Falkirk.

## Verlauf
Die A904 beginnt an einem Kreisverkehr über der A90 (Edinburgh–Fraserburgh) am Rande von South Queensferry und südlich der Forth Road Bridge. Die Straße verläuft in westlicher Richtung und erreicht nach kurzer Strecke West Lothian. Die Ländereien von Hopetoun House entlang des Südrands säumend, verläuft die A904 über eine Strecke von rund fünf Kilometern weitgehend parallel der M9. In der Streusiedlung Champany in der Council Area Falkirk nimmt die A904 die aus Glasgow kommende A803 auf, an der sie letztlich selbst enden wird.
Sie bildet die Hauptverkehrsstraße von Muirhouses und führt dann durch das Zentrum der Kleinstadt Bo’ness. Südlich der Stadt zweigt die A993 ab, die durch die südlichen Teile von Bo’ness verläuft und westlich wieder in die A904 einmündet. Im Zentrum mündet die aus Lanark kommende A706 ein. Das Anwesen Kinneil House im Norden begrenzend, folgt die A904 dem Verlauf des römischen Antoninuswalls. Östlich von Grangemouth quert die Straße mit dem Avon den einzigen Fluss auf ihrem Weg und verläuft durch die weitläufigen Anlagen der Erdölraffinerie von Grangemouth.
Durch die nördlichen Teile der Stadt führend, bindet die A904 mit dem Grangemouth Port einen der bedeutendsten britischen Häfen und größten Containerhafen Schottlands an das Fernstraßennetz an. Am Westrand von Grangemouth quert die M9 und rund einen Kilometer südwestlich die A9 (Polmont–Scrabster), die bedeutendste Fernverkehrsstraße der schottischen Highlands. Die A904 führt in die Stadt Falkirk, wo sie westlich des Zentrums nach einer Gesamtstrecke von 28,5 km an der A803 endet.